# Supercopa de Europa de balonmano
La Supercopa de Europa (inglés: Champions Trophy) fue una competición entre clubes de balonmano europeo organizada por la EHF (European Handball Federation) celebrada anualmente entre 1996 y 2008. Competían cuatro equipos: los dos finalistas de la Copa de Europa de la temporada anterior, el campeón de la Recopa y el campeón de la Copa EHF de la temporada anterior.
La competición se disputaba en tan solo dos días en una sede neutral, y cada año en una ciudad diferente. El primer día se celebraban los dos partidos de semifinales y el segundo día se disputaba la final entre los dos vencedores de las semifinales.
En la época moderna en su versión masculina, los clubes españoles fueron los grandes dominadores de la competición, ya que vencieron en 8 de las 12 ediciones disputadas. El F. C. Barcelona es, con cinco títulos, el club que más veces ha ganado el trofeo.

## Fases finales masculinas
| Año                                        | Sede        | Campeón               | Subcampeón            | Res.  | Entrenador campeón  |
| ------------------------------------------ | ----------- | --------------------- | --------------------- | ----- | ------------------- |
| 2008                                       | Veszprém    | BM Ciudad Real        | MKB Veszprém          | 32-28 | Talant Dujshebaev   |
| 2007                                       | Celje       | THW Kiel              | Celje Pivovarna Lasko | 37-34 | Zvonimir Serdarušić |
| 2006                                       | Colonia     | BM Ciudad Real        | VfL Gummersbach       | 36-31 | Raúl González       |
| 2005                                       | León        | BM Ciudad Real        | SC Magdeburg          | 37-28 | Talant Dujshebaev   |
| 2004                                       | Ciudad Real | Celje Pivovarna Lasko | THW Kiel              | 30-29 | -                   |
| 2003                                       | Valladolid  | F.C. Barcelona        | BM Valladolid         | 30-29 | Valero Rivera       |
| 2002                                       | Magdeburgo  | SC Magdeburg          | Fotex Veszprém        | 31-30 | Alfreð Gíslason     |
| 2001                                       | Kiel        | SC Magdeburg          | Portland San Antonio  | 21-20 | Alfreð Gíslason     |
| 2000                                       | Pamplona    | Portland San Antonio  | F. C. Barcelona       | 28-24 | Zupo Equisoain      |
| 1999                                       | Magdeburgo  | F.C. Barcelona        | SC Magdeburg          | 26-25 | Valero Rivera       |
| 1998                                       | Barcelona   | F.C. Barcelona        | Badel 1862 Zagreb     | 28-22 | Valero Rivera       |
| 1997                                       | Irún        | F.C. Barcelona        | Bidasoa Irún          | 25-20 | Valero Rivera       |
| 1996                                       | Bielefeld   | F.C. Barcelona        | BM Granollers         | 27-24 | Valero Rivera       |
| 1984 - 1995 No se disputó esta competición |             |                       |                       |       |                     |
| 1983                                       | Dortmund    | VfL Gummersbach       | SKA Minsk             | 17-16 | Petre Ivănescu      |
| 1982                                       | Rostock     | SC Empor Rostock      | Honvéd Budapest       | 31-27 | -                   |
| 1981                                       | Dortmund    | SC Magdeburg          | TuS Nettelstedt       | 24-19 | -                   |
| 1980                                       | Múnich      | TV Großwallstadt      | CB Alicante           | 19-15 | -                   |
| 1979                                       | Dortmund    | VfL Gummersbach       | TV Großwallstadt      | 14-9  | Petre Ivănescu      |

### Palmarés por equipos (masculino)
| Equipo                | Campeón | Subcampeón | Años Campeón                 | Años Subcampeón |
| --------------------- | ------- | ---------- | ---------------------------- | --------------- |
| F. C. Barcelona       | 5       | 1          | 1996, 1997, 1998, 1999, 2003 | 2000            |
| SC Magdeburg          | 3       | 2          | 1981, 2001, 2002             | 1999, 2005      |
| BM Ciudad Real        | 3       |            | 2005, 2006, 2008             |                 |
| VfL Gummersbach       | 2       | 1          | 1979, 1983                   | 2006            |
| TV Großwallstadt      | 1       | 1          | 1980                         | 1979            |
| Portland San Antonio  | 1       | 1          | 2000                         | 2001            |
| Celje Pivovarna Lasko | 1       | 1          | 2004                         | 2007            |
| THW Kiel              | 1       | 1          | 2007                         | 2004            |
| SC Empor Rostock      | 1       |            | 1982                         |                 |

### Palmarés por países (masculino)
| País        | Campeones | Subcampeones | Finalistas |
| ----------- | --------- | ------------ | ---------- |
| España      | 9         | 6            | 15         |
| Alemania    | 8         | 6            | 14         |
| Eslovenia   | 1         | 1            | 2          |
| Hungría     | 0         | 3            | 3          |
| Croacia     | 0         | 1            | 1          |
| Bielorrusia | 0         | 1            | 1          |